# Дело в кепке
«Де́ло в ке́пке» — документальный фильм-расследование, критикующий действовавшего на момент выхода фильма мэра Москвы Юрия Лужкова и его супруги Елены Батуриной, показанный 10 сентября 2010 года по российскому телеканалу НТВ в программе «Чрезвычайное происшествие. Расследование».
Название фильма является парафразом русской поговорки «дело в шляпе».

## Сюжет
Авторами фильма были затронуты нашумевшие скандалы и малоизвестные факты из жизни Юрия Лужкова и его деятельности на посту мэра Москвы.
- Пасека мэра.
- Поведение Лужкова во время смога в Москве в августе 2010 года.
- Скандал с вырубкой Химкинского леса.
- Расследования в отношении Александра Рябинина и Иосифа Рейханова.
- Театр Владимира Этуша.
- Выселение старожилов из Южного Бутова.
- Взаимоотношения Лужкова и бывшего владельца Черкизовского рынка Тельмана Исмаилова.
- Ситуация со строительством и рынком жилья в Москве.
- Ситуация со строительством и ремонтом московских дорог.
- Коммерческая деятельность Елены Батуриной.

Демонстрация фильма через спутниковую систему НТВ+ прерывалась примерно на 10 минут из-за технической неисправности. Также в воскресный день 13 сентября 2010 года сюжеты о деятельности мэрии Москвы показали Первый канал и телеканал «Россия».. Позже была подготовлена передача Андрея Караулова «Русский ад», не вышедшая, как планировалось, в эфир на канале ТВ Центр, где автор собирался опровергнуть часть обвинений и напомнить «о многочисленных заслугах Лужкова».

## Последствия
- Председатель совета партии «Единая Россия», председатель Госдумы РФ Борис Грызлов заявил, что факты, приведённые в фильме, требуют дополнительной проверки, что фильм будет обсуждаться на совете партии, а также с президентом Дмитрием Медведевым, председателем правительства Владимиром Путиным и самим Юрием Лужковым.
- Мэр Москвы Юрий Лужков отрешен от должности 28 сентября 2010 года указом президента России с формулировкой «в связи с утратой доверия Президента Российской Федерации».
- 21 октября 2010 года Мэром Москвы депутатами Мосгордумы, по предложению Дмитрия Медведева, избран Сергей Собянин.
- 22 сентября 2016 года Юрий Лужков награждён Президентом России Владимиром Путиным Орденом «За заслуги перед Отечеством» IV степени и становится полным кавалером Ордена «За заслуги перед Отечеством».